# RU-27

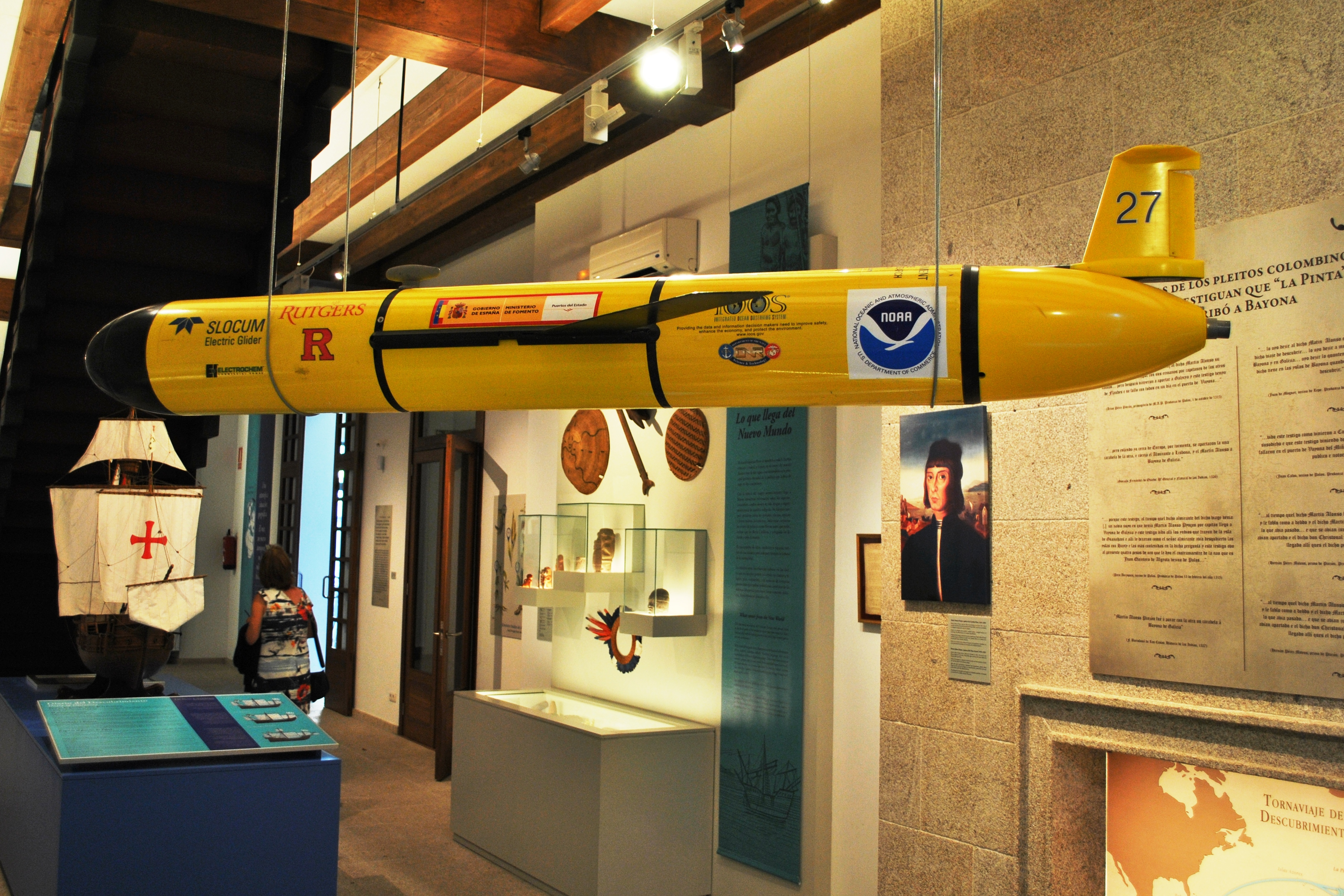
RU-27, Байона.

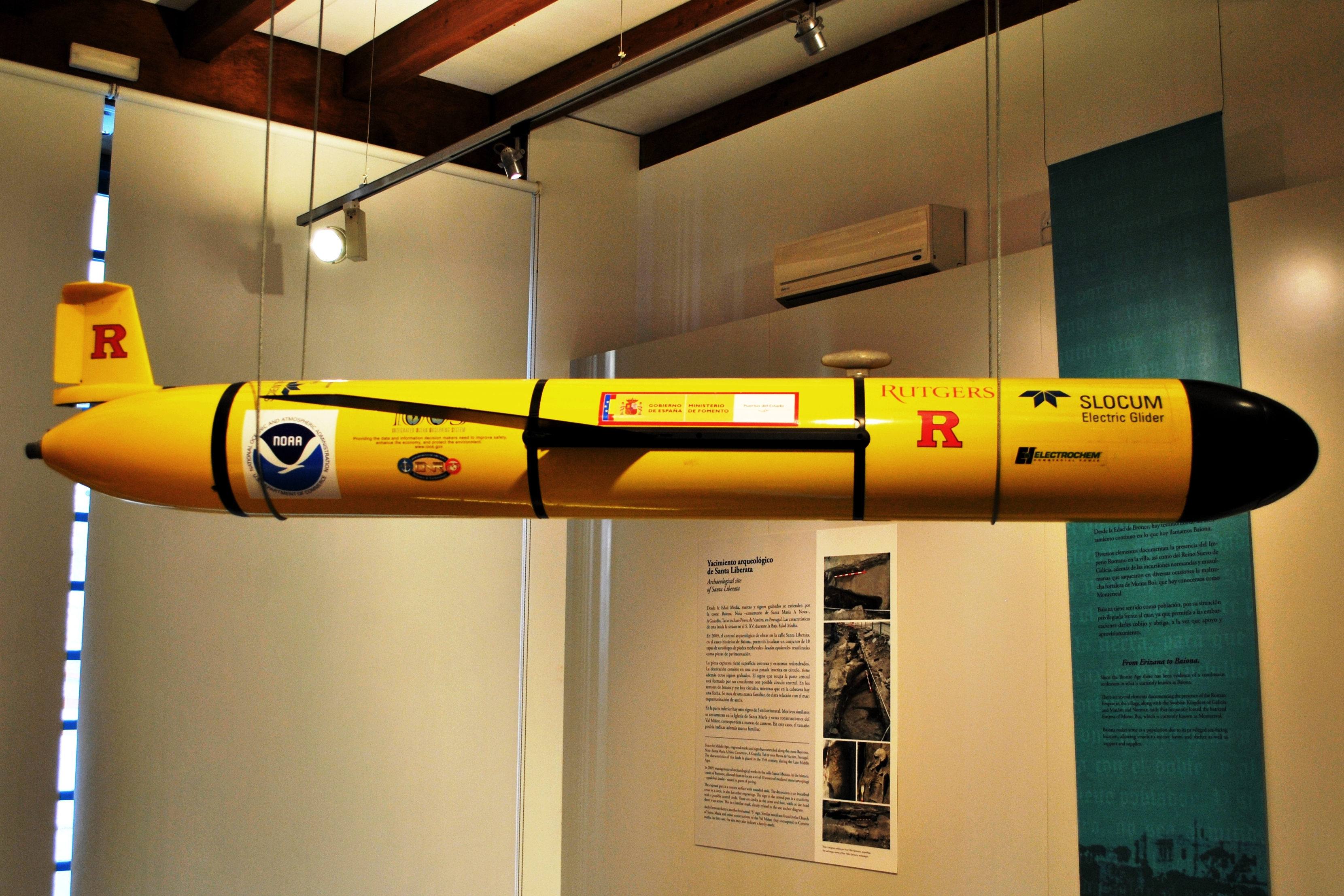

RU-27 (Scarlet Knight) — подводный планер типа Slocum компании Teledyne Webb Research, совершивший в 2009 году восьмимесячный трансатлантический переход Конечным пунктом перехода стал порт Байон (Испания), прибытие в который состоялось 9 декабря..
Путь, пройденный RU-27, составил 7500 км.
В середине маршрута была проведена очистка аппарата от морских организмов.
Предыдущая попытка, предпринятая в 2008 году, завершилась потерей аппарата в районе Азорских островов.